# Bonampak

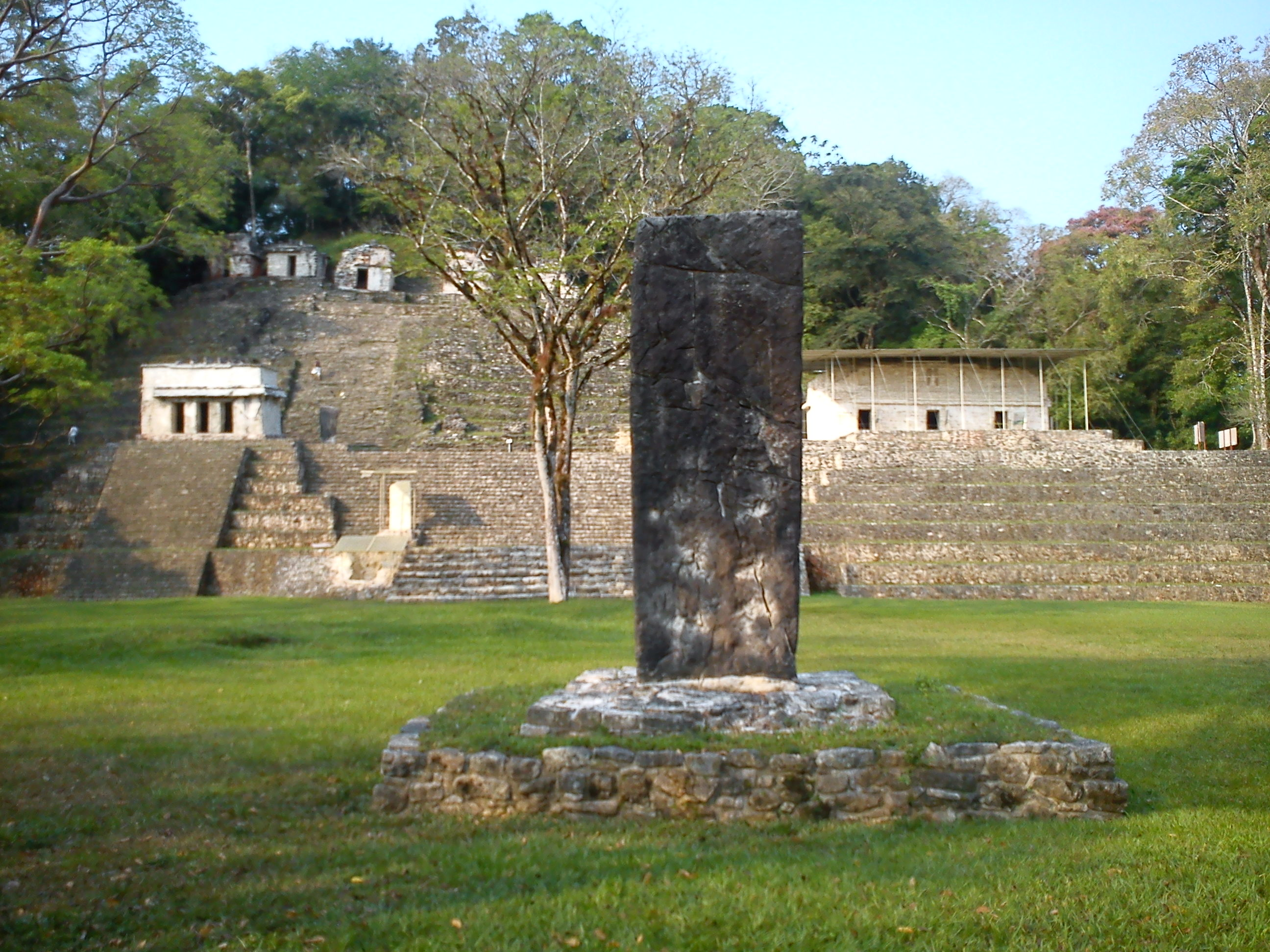
Bonampak – Großer Platz und Maya-Akropolis

Bonampak ist eine Ruinenstadt der Maya im Südosten Mexikos, die durch ihre gut erhaltenen Wandgemälde berühmt wurde. Der Name Bonampak bedeutet auf Maya „bemalte Wand“ und wurde dem Ort vom Forscher Sylvanus Morley verliehen. Es ist ein Mayazentrum von eher nachrangiger Bedeutung. Die Wandmalereien sind jedoch im Mayagebiet nahezu einzigartig und gehören zu den herausragenden Kunstwerken der spätklassischen Zeit (ca. 600–900) im präkolumbischen Amerika. Herausragend ist insbesondere die bewegte Darstellungsweise, die sich deutlich von den in Steinmonumenten dominierenden statischen Wiedergaben abhebt.

## Lage
Bonampak befindet sich an einem Nebenfluss des Río Usumacinta im gebirgigen Dschungel des mexikanischen Bundesstaats Chiapas in der so genannten „Selva Lacandona“ nahe der Grenze zu Guatemala, rund 30 km südlich der Mayastätte Yaxchilán in einer Höhe von ca. 350 m.

## Geschichte

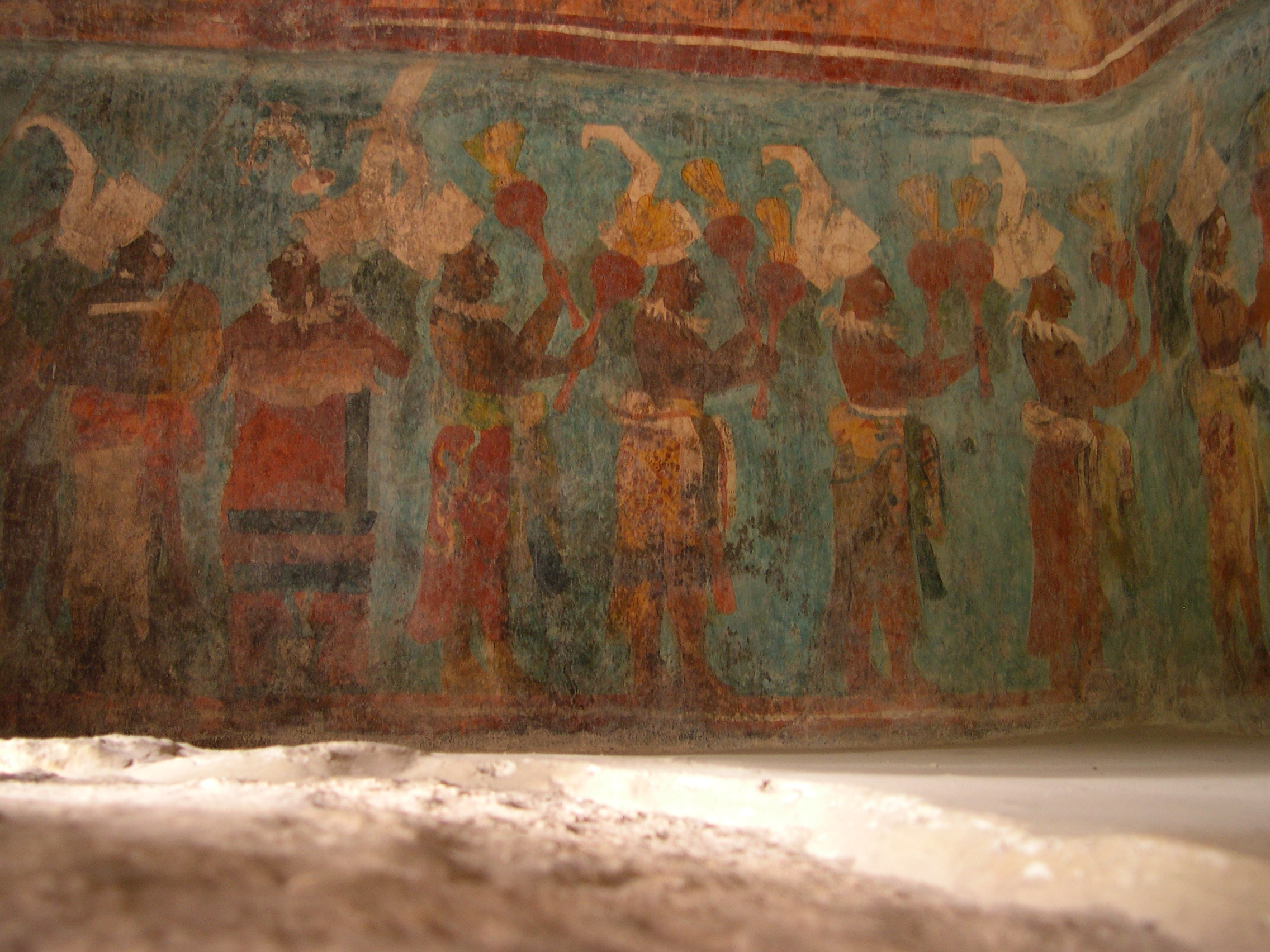
Tempel 1, Raum 1: Würdenträger mit turbanartigen Kopfbedeckungen

Türrelief: Herrscher Chalam tötet einen Sklaven aus Yaxchilan (787)

Bonampak wurde wahrscheinlich um das Jahr 500 gegründet; es kam jedoch bald unter die politisch-militärische Kontrolle Yaxchiláns. Anfangs war die Stadt in ständige Kämpfe mit der übermächtigen Rivalin verwickelt; später beruhigte sich die Lage. Seinen Höhepunkt erlebte Bonampak um das Jahr 800, doch bereits wenige Jahrzehnte später wurde der Ort von den Maya verlassen. In späterer Zeit nutzten die Lacandonen-Indianer die Stätte erneut als Kultzentrum. Im Jahr 1946 wurde sie von westlichen Forschern wiederentdeckt, doch erst in den Jahren 1993 bis 1997 wurden umfangreiche Grabungsarbeiten durchgeführt.

## Wandmalereien
Die Wandmalereien befinden sich im Tempel 1, dem einzigen mehrräumigen Gebäude von Bonampak. Die Fresken bedecken in drei Räumen eine Fläche von 144 m². Dargestellt werden der Herrscher und sein Gefolge, Tribut- und Kriegsszenen, ein Strafgericht, Tanzszenen und Blutopfer von Adligen. Die Fresken geben einen Einblick in das soziale Gefüge der Mayagesellschaft der mittleren und späten Klassik. Sie lassen sich inhaltlich in fünf szenische Gruppen einteilen:
1. Vorbereitungen für Tanzfeierlichkeiten (Raum 1)
2. Krieg und Gefangennahme der Gegner (Raum 2)
3. Siegergericht des Herrschers über die Kriegsgefangenen und deren Opferungen (Raum 2)
4. Tanzritual „Tanz des Quetzals“ (Raum 3)
5. Blutopfer adliger Mayafrauen und mit dem kindlichen Thronnachfolger (Raum 3).

Der Tempel 1 wurde um das Jahr 790 unter dem 776 an die Macht gekommenen Herrscher Chan Muan erbaut. Bonampak hatte zu seiner Zeit enge Beziehungen zu Lacanhá und Yaxchilán, die auch als Verbündete sowohl in den Fresken als auch den Stelen dokumentiert sind.

## Sonstiges
Eine Rekonstruktion des Haupttempels von Bonampak mitsamt den Malereien befindet sich im Nationalmuseum für Anthropologie in Mexiko-Stadt.